# Семья Ивановых
Семья Ивановых — советский художественный фильм, снятый в 1975 году режиссёром Алексеем Салтыковым.

## Сюжет
В уральском городе живёт семья потомственного сталевара Ивана Иванова: он сам, его супруга Мария и дочь Людмила — студентка театрального училища. Однажды дочь приводит в дом своего жениха Алексея. Старшие Ивановы ставят ему два условия: либо он должен приступить к работе на заводе, оставив бродяжничество, либо пригласить на свадьбу своих родителей. Отцом Алексея оказывается генерал-полковник, а матерью — милая и душевная женщина. Но именно от их тирании юноша сбежал из дома, чтобы решать свою судьбу самостоятельно. Проникнувшись уважением к семье Ивановых, Алексей понял, что его место среди них, на заводе.

## В ролях
- Нонна Мордюкова — Мария Петровна Иванова, жена Ивана
- Николай Рыбников — Иван Иванович Иванов, сталевар
- Ольга Прохорова — Людмила Иванова, дочь Марии и Ивана, певица
- Николай Ерёменко — Алексей Чистохвалов
- Александр Хвыля — Сергей Петрович Чистохвалов, отец Алексея, генерал, фронтовик
- Алла Ларионова — Валентина Николаевна Чистохвалова, мать Алексея
- Олег Видов — Николай Осинцев
- Гурген Тонунц — Вазген Давидян
- Алексей Крыченков — Алексашин
- Фёдор Одиноков — Сергей Васильевич Запрягаев, металлург-ударник
- Борис Кудрявцев — Степан Егорович Куликов
- Степан Бубнов — Пётр Ватрушкин
- Евгений Шутов — Игнат Голошубов